# Ary Chalus
Ary Chalus (ur. 6 grudnia 1961 w Pointe-à-Pitre) – francuski polityk związany z Gwadelupą, parlamentarzysta krajowy, przewodniczący rady regionalnej (prezydent) Gwadelupy.

## Życiorys
Urodził się w rodzinie wielodzietnej. Pracował w przedsiębiorstwie elektrycznym Électricité de France. Działał w gwadelupskich stowarzyszeniach na rzecz kultury i integracji. Zaangażował się w działalność polityczną w ramach centrolewicowej regionalnej partii GUSR. W 2001 został radnym i zastępcą mera Baie-Mahault. Jeszcze w tym samym roku po śmierci urzędującego mera objął to stanowisko. Zajmował je do 2015, pozostając radnym miejskim. W latach 2004–2012 był wiceprzewodniczącym rady departamentalnej Gwadelupy.
W wyborach parlamentarnych w 2012 uzyskał mandat posła do Zgromadzenia Narodowego XIV kadencji, w którym dołączył do frakcji skupionej wokół Lewicowej Partii Radykalnej. W grudniu 2015 jako kandydat swojego ugrupowania, wspieranego przez różne grupy lewicy i prawicy, zwyciężył w drugiej turze wyborów na przewodniczącego rady regionalnej Gwadelupy, pokonując ubiegającego się o reelekcję Victorina Lurela. W 2021 uzyskał wybór na kolejną kadencję.